# Sato Shun
Shun Sato (佐藤 隼 Satō Shun, sinh ngày 6 tháng 3 năm 1997) là một cầu thủ bóng đá người Nhật Bản. Anh thi đấu cho Fujieda MYFC.

## Sự nghiệp
Shun Sato gia nhập câu lạc bộ J3 League Fujieda MYFC năm 2016.